# Mor (papuanskt språk)
Mor är ett nästan utdött papuanskt språk som huvudsakligen talas i byn Mitimber i Papua. Mor är isolerande, och har ordföljden subjekt–objekt–verb.
Mor talas av ungefär 30 personer över 40 år. Dessutom har ungefär 70 yngre personer någon kännedom om språket.